# Joakim Nilsson (1994)
Joakim Nilsson (Härnösand, 6 februari 1994) is een Zweeds profvoetballer die als centrale verdediger speelt. Hij is een jongere broer van Per Nilsson.

## Clubcarrière
Nilsson begon bij IF Älgarna waar hij op zijn vijftiende in het eerste team kwam. Hij werd door GIF Sundsvall aangetrokken waarvoor hij vanaf 2013 in de Superettan uitkwam en in 2015 in de Allsvenskan speelde. Vanaf 2016 speelt Nilsson voor IF Elfsborg. In 2019 ging hij naar Arminia Bielefeld waarmee hij in 2020 de 2. Bundesliga won.

## Interlandcarrière
Nilsson kwam uit voor verschillende jeugdelftallen van Zweden. Nilsson nam met het Zweeds olympisch elftal deel aan de Olympische Spelen 2016 in Rio de Janeiro. Daar werd de ploeg onder leiding van bondscoach Håkan Ericson uitgeschakeld in de groepsfase, na een gelijkspel tegen Colombia (2-2) en nederlagen tegen Nigeria (1-0) en Japan (1-0).
Hij debuteerde op 6 januari 2016 voor het Zweeds voetbalelftal in een vriendschappelijke wedstrijd tegen Estland (1-1) als invaller na 70 minuten voor Kerim Mrabti.